# Кіта-Дайто (Окінава)
Кіта́-Дайто́ (яп. 北大東村, きただいとうそん, МФА: [kʲi̯ta dai̯toː soɴ]?) — село в Японії, в повіті Шімаджірі префектури Окінава.   Площа становить 13,10 км². Станом на 1 липня 2012 року населення складало 662  осіб, густота населення — 50,5 осіб/км².   

Переважно розташоване на острові Північний Бородіно. Протягом 1429—1871 років територія села входила до складу Рюкюської держави. 1871 року остання була перетворена на японський автономний уділ Рюкю. 1879 року цей уділ анексувала Японська імперія, яка перетворила його на префектуру Окінава.